# 味 (粒子物理學)
在粒子物理學中，味或風味（英文︰Flavor）是基本粒子的一種量子數。在量子色動力學中，味是一種總體對稱。另一方面，在電弱理論中，這種對稱被打破，因此存在味變過程，例如夸克衰變或中微子振盪。

## 概述
如果有兩種以上的粒子擁有相同的相互作用，那麼它們可以在不影響物理的情況下互相交換。只要兩者成正交或互相垂直，這兩種粒的任何（複數）線性組合，都會有着相同的物理。換句話說，該理論擁有對稱變換，例如{\displaystyle M\left({u \atop d}\right)}，其中u及d是兩種場，而M則是任何行列式為1的2 × 2幺正矩陣。這樣的矩陣組成一種叫SU(2)的李群。這是味對稱的一個例子。
“味”這個詞最早在1968年所創，用於強子的夸克模型。

## 味量子數

### 輕子
所有輕子都帶有輕子數L = 1。另外，輕子同時帶有弱同位旋T3，三種帶電荷輕子（即電子、μ子和τ子）的弱同位旋為−1⁄2，而它們的中微子則為+1⁄2。每一個由帶電輕子及中性輕子（兩者有着相反的弱同位旋）組成的雙重態，組成輕子的一代。另外，有一種量子數叫弱超荷，YW，所有左手性輕子的弱超荷皆為−1。弱同位旋與弱超荷在標準模型中都是規範的。
輕子共有六種“味”量子數：電子數、μ子數、τ子數及三種中微子的對應數。它們在電磁相互作用中守恆，但在弱相互作用中則被破壞。因此，這些“味”量子數並沒有甚麼大用途。每一代一個量子數反而更有用，電數（電子與電中微子的值為+1）、μ數（μ子與μ子中微子的值為+1）及τ數（τ子與τ子中微子的值為+1）。然而，這些數還是不會絕對守恆，因為不同代的中微子會混合；也就是說，一個味的中微子可以變成另一個味。這種混合的強度由一個矩陣所定，叫龐蒂科夫-牧-中川-坂田矩陣（PMNS矩陣）。

### 夸克
所有夸克都帶有重子數B = 1⁄3。它們還帶有弱同位旋T3 = ±1⁄2。T3為正的夸克（上、魅及頂）叫“上型夸克”，T3為負的（下、奇及底）叫“下型夸克”。每個有上型及下型夸克的雙重態，都各自組成夸克的一個代。
夸克擁有以下的味量子數：
- 同位旋，上夸克的值為I3 = 1⁄2，而下夸克的值則為I3 = −1⁄2。
- 奇異數（S）：由默里·蓋爾曼所引進的一個量子數。奇夸克的奇異數被定義為-1。
- 魅數（C），魅夸克的魅數值為+1。
- 底數（B′），底夸克的底數值為−1。
- 頂數（T），頂夸克的頂數值為+1。

因為它們在電磁及強相互作用中都守恆（但不是在弱相互作用中），所以它們是有用的量子數。可以從它們中建立新的導出量子數：
- 超荷（Y）：Y = B + S + C + B′ + T
- 電荷: Q = I3 + 1⁄2Y（見蓋爾曼-西島關係）

某一種味的夸克是哈密頓算符弱相互作用部份的本徵態：它會跟W及Z玻色子有一種固定的相互作用方式。另一方面，一固定質量的費米子（哈密頓算符的強相互作用及動能部份的本徵態），一般是多種味的疊加態。因此，在量子態自由傳播時，其內含的夸克可能會轉變。夸克這種從味態變成質量態的轉變，數學上由卡比博-小林-益川矩陣（CKM矩陣）所描述。這個矩陣與中微子的PMNS矩陣有異曲同工之處，它定義了夸克在弱相互作用下味變間的強度。
在有最少三代的時候，CKM矩陣就能夠描述CP破壞。

### 反粒子及強子
味量子數是可相加的。因此反粒子的味與對應粒子的大小相同，但正負相反。強子從它們的價夸克l中得到味量子數：這是夸克模型的分類基本。超荷、電荷及其他味量子數對於強子也成立，對夸克也是。

## 量子色動力學
味對稱跟手徵對稱有着密切的關係。建議把以下這節跟手徵性一同閱讀。
量子色動力學（QCD）中夸克有六種味。然而，它們的質量不一。因此，嚴格來說它們不能被互相交換。上及下夸克的質量很接近，幾乎一樣，因此二夸克理論擁有大概的SU(2)對稱（同位旋對稱）。在某些情況下，可以把Nf種夸克視為相同質量，然後得到有效的SU(Nf)味對稱。
在某些情況下，夸克的質量可以被完全忽略。在這個情形下，每一種夸克味都有一種手徵對稱。這時可以把每個夸克場的味變換，分成左手性和右手性兩部份。那麼味群就是手性群SUL(Nf) × SUR(Nf)。
如果所有夸克的質量都一樣，那麼手徵對稱就會被破壞成“對角味群”的“向量對稱”，它會對夸克的兩種螺旋性作出一樣的變換。這樣的一種對稱縮化叫“明確對稱性破缺”。明確對稱性破缺的量，是由QCD中的淨夸克質量所控制的。
即使夸克沒有質量，如果真空內有手徵凝聚物（跟低能量QCD時一樣），手徵味對稱也會被自發破壞。因此造成夸克的有效質量，一般在QCD中叫價夸克質量。

### QCD的對稱
實驗分析指出，較輕的夸克味的現時質量，比起QCD的截断能标ΛQCD要小得多，因此對於上、下及奇夸克，手徵味對稱與QCD是近似的。手徵微擾理論的成功，以及相對簡單的手徵模型，都是利用上述這一點。從夸克模型所得出的價夸克質量，比現時的夸克質量要大得多。由此可見，手徵凝聚物形成時，QCD會產生自發手徵對稱破缺。其他QCD相可能會以其他方式破壞手徵味對稱。

## 守恆定律
絕對守恆的味量子數有：
- 電荷（Q）
- 弱同位旋（I3）
- 重子數（B）
- 輕子數（L）

在一些理論中，如果子（B-L）守恆的話，重子數及輕子數的守恆能被個別破壞。其他味量子數守恆都被電弱相互作用作破壞。強相互作用中味守恆。

## 另見
- 弱相互作用、CKM矩陣及CP破壞
- 量子色動力學、強CP問題及手徵性
- 夸克、輕子及強子
- 埃尔米特矩阵
- 辛矩阵
- 酉群
- 酉算子
- 矩阵分解

## 外部連結
- 粒子數據小組（页面存档备份，存于）